# The Manson Family Album
The Manson Family Album мав стати дебютним студійним альбомом американського рок-гурту Marilyn Manson. До нього увійшли початкові записи й по-іншому зведенні пісні, що у майбутньому потрапили на Portrait of an American Family. Назва релізу є посиланням на The Manson Family, гурт серійного вбивці Чарльза Менсона.

## Історія
Гурт запросив Ролі Мосіменна й записав з ним матеріал до майбутньої платівки. На той час планувалося зробити першим синглом «Snake Eyes & Sissies». Проте колектив не був задоволеним результатом студійних сесій і відклав альбом на короткий час.
За кілька місяців гурт продовжив працювати з новим продюсером Трентом Резнором. Колектив перезаписав і переробив старий матеріал та випустив його під назвою Portrait of an American Family. «Snake Eyes & Sissies» не видали окремком, у буклеті альбому Мосіменн зазначений як звукорежисер, а не продюсер.
На запитання про The Manson Family Album колишній гітарист гурту Скотт Путескі дав інтерв'юверу касету. Той у свою чергу виклав її в мережу, де реліз також можна знайти під назвами Portrait of an American Family Pre-Reznor Mix та Portrait of an American Family Demos.

## Відмінності відPortrait of an American Family
- «Prelude (The Family Trip)»: Цей трек відсутній на The Manson Family Album. Його записали спеціально для Portrait of an American Family.
- «Snake Eyes & Sissies»: Версія містить інші слова та є довшою на 62 с.
- «Lunchbox»: На версії відсутні вступний семпл, в якому дитина говорить: «Next motherfucker's gonna get my metal», та партії «потужної гітари», зіграні Трентом Резнором.
- «Get Your Gunn»: У цій версії приспів та брідж повторюються більшу кількість разів, трек довший на 50 с.
- «Citronella»: На студійному альбомі «Citronella» має назву «Dogma».
- «Filth»: Трек не потрапив до Portrait of an American Family.
- «Wrapped in Plastic»: Цей трек відсутній на The Manson Family Album. Його записали спеціально для Portrait of an American Family.
- «Sweet Tooth»: У треці відсутні 59 с. вступного шуму з остаточної версії.
- «My Monkey»: Версія містить інші партії труби на задньому плані й більше семплів Чарльза Менсона. Вокал Роберта Пірса чіткіший. Відсутній приспів, замість нього звучить семпл голосу Чарлі Менсона.
- Різне зведення: Крім основних відмінностей, перелічених вище, більшість пісень, що присутні на обох альбомах, зведені по-різному. Через це різні інструменти переміщаються наперед чи на задній план.

## Оформлення
Початковий варіант обкладинки альбому, картина клоуна Джон Вейн Гейсі, не містить жодних написів. Внутрішні фотографії — полароїдні світлини (підроблені Менсоном з друзями) спотвореного жіночого тіла й того, що лідер гурту назвав «однією з тих ляльок з 60-их, в яких після смикання за мотузку на спині очі збільшуються й змінюють свій колір».
На ранніх стадіях роботи фронтмен планував використати знімок зі свого дитинства, на котрому він лежить голим на дивані. Хоча на світлині не показано геніталій, її зробили його власні батьки, не маючи вульгарних намірів, на думку лейблу, це могли б назвати дитячою порнографією.
Обидві ідеї не втілено в оформленні. Картину Ґейсі використали для обкладинки альбому When the Kite String Pops (1994) гурту Acid Bath.

## Список пісень
1. «Snake Eyes & Sissies» — 5:09
2. «Snake Eyes & Sissies» (single mix edit) — 3:57
3. «Lunchbox» — 4:26
4. «Get Your Gunn» — 4:04
5. «Cyclops» — 3:41
6. «Citronella» — 3:18
7. «Cake & Sodomy» — 3:52
8. «Filth» — 4:31
9. «Sweet Tooth» — 4:41
10. «Organ Grinder» — 5:04
11. «My Monkey» — 4:52
12. «Misery Machine» — 4:54
13. «Dope Hat» — 4:27

Примітки
- Треклист наведено за касетою, яку Скотт Путескі дав інтерв'юеру. Точно невідомо чи цей список пісень мав стати остаточним.

## Учасники
- Мерілін Менсон — вокал, продюсер
- Дейзі Берковіц — гітара
- Мадонна Вейн Ґейсі — клавішні, лупи й семпли
- Ґіджет Ґейн — бас-гітара
- Сара Лі Лукас — барабани, звукові ефекти
- Роберт Пірс — вокал на «My Monkey»
- Ролі Мосіменн — продюсер